# Zuidlaardermarkt

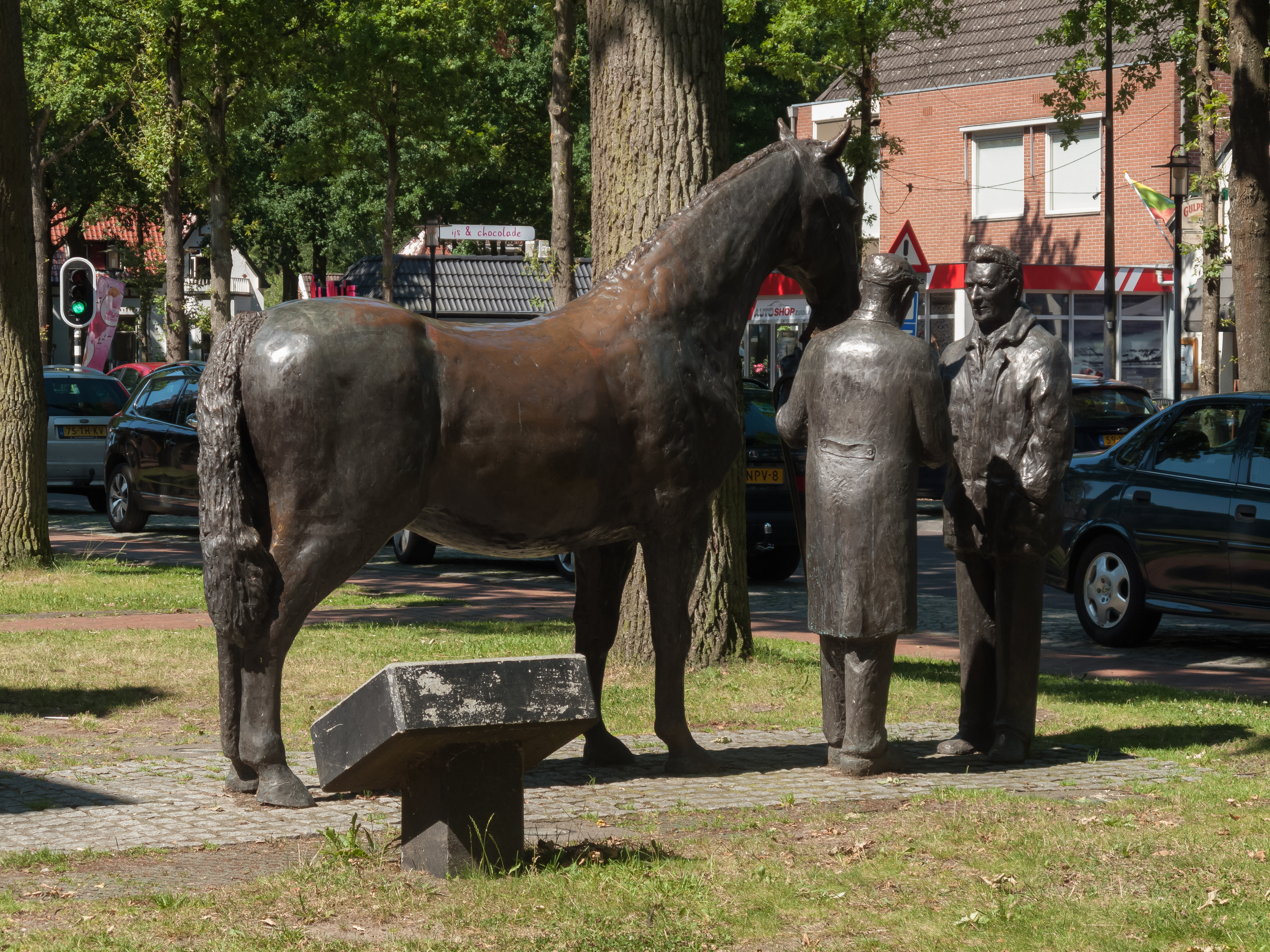
Zuidlaren, sculpture: het Zuidlaardermarktmonument

Le Zuidlaardermarkt est l'événement annuel dans le village de Zuidlaren aux Pays-Bas. Le Zuidlaardermarkt est toujours le troisième mardi en octobre.
L'événement comporte une foire aux bestiaux (connue comme la plus grande en Europe), une grande braderie et une kermesse. Chaque année la grande braderie d'environ 350 étals et la grande braderie se déroulent dans le centre du village à côté de la foire aux chevaux. Les bovins ne font plus partie de la foire, depuis l'épidémie fièvre aphteuse en 2001. L'événement est très populaire chez les marchands de chevaux néerlandais, allemands et belges. L'histoire de Zuidlaardermarkt commence au treizième siècle : le marché s'est tenu la première fois en 1200.

## Faits et chiffres
L'approvisionnement de la foire aux bestiaux en 2004 : 1883 chevaux et 62 ânes. La même année, il y avait 350 étals pour la grande braderie (d'une longueur de 4,2 kilomètres). Le manager de l'événement est Mr. Jaap Mellema de la commune de Tynaarlo. L'organisation de cet événement mobilise beaucoup de volontaires, le chœur local participe également au travail.